# Bodb
Bodb [boðv], genauer Bodb Derg („der Rote“), ist eine Figur der keltischen Mythologie Irlands, die auf eine alte keltische Gottheit zurückzuführen ist. Er wird als Kriegsgott und Gegenstück zur weitaus besser belegten Göttin Badb gesehen.
Im Lebor Gabala Eirenn wird er entweder als ein Sohn des Dagda oder dessen Sohn Ibath gesehen. Nachdem der Dagda als König der Tuatha de Danann resigniert hat, verteilt er die Elfenhügel (sídhe) an seine Gefolgsleute. Bodb Derg und Manannan mac Lir teilen nach einigen Zwistigkeiten die Herrschaft untereinander auf, wobei Bodb den Síd al Femen („Elfenhügel jenseits Femen“, bei Slievenamon, County Tipperary) in Besitz nimmt. Manannan heiratet als Zeichen der Versöhnung Bodbs Tochter Aobh (in einer anderen Version heiratet Manannans Vater Lir sie). Seine andere Tochter Sadhbh wird die Gattin Fionn mac Cumhaills. Bodb Derg gilt als der Feenkönig von Munster.
In der Erzählung Cath Finntrágha („Die Schlacht von Ventry“) aus dem Mythologischen Zyklus hilft er Fionn mac Cumhaill und dessen Fianna, gegen den „König der Welt“ (rí an domhain) zu kämpfen.